# بخش مرکزی شهرستان قیر و کارزین
بخش مرکزی شهرستان قیر و کارزین یکی از بخش‌های شهرستان قیر و کارزین در استان فارس ایران است.

## تقسیمات کشوری
- بخش مرکزی شهرستان قیر و کارزین)
  - شهر مبارک آباد (قیر و کارزین)
  - شهر امامشهر (قیروکارزین)
  - دهستان هنگام
- شهرها: قیر، کارزین (فتح آباد).

## جمعیت
بنابر سرشماری مرکز آمار ایران، جمعیت بخش مرکزی شهرستان قیر و کارزین در سال ۱۳۹۵ برابر با ۵۴،۳۷۷ نفر بوده‌است.